# Giaura curvilinea
Giaura curvilinea är en fjärilsart som beskrevs av Pieter Cornelius Tobias Snellen 1879. Giaura curvilinea ingår i släktet Giaura och familjen trågspinnare. Inga underarter finns listade i Catalogue of Life.